# Roberto Rambaudi
Roberto Rambaudi (Moncalieri, 12 gennaio 1966) è un allenatore di calcio ed ex calciatore italiano, di ruolo centrocampista o attaccante.

## Carriera

### Giocatore

Rambaudi in azione al Foggia nel 1991

Ha militato in Serie A nel Foggia, dove ha conquistato anche la promozione in Serie A, costituendo con Giuseppe Signori e Francesco Baiano il tridente d'attacco che ha portato la matricola nel campionato al nono posto nel 1991-1992 sotto la guida di Zdeněk Zeman.
Passato nell'estate 1992 all'Atalanta, vi è rimasto per due stagioni. Dopo la retrocessione della squadra bergamasca nel 1994 si trasferì alla Lazio, richiesto dal suo vecchio allenatore Zeman, ottenendo prestazioni tali da valergli la convocazione con la maglia azzurra della Nazionale (2 presenze sotto la guida di Arrigo Sacchi).
In Serie B ha militato nel Genoa e nel Treviso. Da calciatore professionista in campionato, nell'arco di sedici anni dal 1984 al 2000, ha collezionato 411 presenze e 82 reti.

### Allenatore
Dopo aver abbandonato la carriera calcistica da giocatore diventa allenatore. Inizia ad allenare nel settore giovanile della Lazio a partire dal 2003, e l'anno successivo viene chiamato ad allenare il Latina; dopo poche giornate viene esonerato dal patron Sciarretta.
In seguito firma un contratto con la Viterbese per la stagione 2007-2008. Arriverà penultimo, retrocedendo in seguito ai play-out contro il Viareggio.
Dopo alcuni anni di inattività, il 16 ottobre 2013 torna in panchina alla guida dell'Astrea, il club della Polizia Penitenziaria, a seguito delle dimissioni di Fabrizio Carli. Dopo due stagioni non viene riconfermato sulla panchina del club romano.
Da settembre 2016 guida la Libera università internazionale degli studi sociali Guido Carli nel campionato di 1ª Categoria laziale, con cui vince la Coppa Lazio e ottiene il passaggio al campionato di Promozione. Anche in questa circostanza, dopo tre stagioni non viene riconfermato dalla società, che il 6 settembre 2019 gli preferisce Cristian Ledesma.
Il 12 febbraio 2020 diventa il nuovo allenatore dell'Atletico Lodigiani, militante nel campionato di Eccellenza. A fine stagione non viene confermato e il 3 marzo 2021, subentra sulla panchina del Flaminia CivitaCastellana, squadra militante in Serie D. Confermato per la stagione 2021-22, viene però esonerato il 12 ottobre, dopo che la sua squadra ha raccolto un solo punto in quattro gare di campionato.
Il 10 ottobre 2023 torna in Serie D, subentrando sulla panchina del Legnano. Il 25 ottobre, dopo due sole partite, la società interrompe il rapporto di lavoro.
Il 5 novembre 2024 torna in Eccellenza, subentrando sulla panchina della Luiss.

## Dopo il ritiro
Successivamente è stato commentatore tecnico per Dahlia TV, Mediaset Premium e Rai Sport; in questo ruolo ha affiancato Marco Lollobrigida in partite dell'Under 21, Stefano Bizzotto durante l'Europeo 2016 e Gigi Zamponi e Giacomo Capuano nella telecronaca delle gare dell’Europeo Under 19 del 2023.

## Statistiche

### Presenze e reti nei club
| Stagione        | Squadra         | Campionato      | Campionato | Campionato | Coppe nazionali | Coppe nazionali | Coppe nazionali | Coppe continentali | Coppe continentali | Coppe continentali | Altre coppe | Altre coppe | Altre coppe | Totale | Totale |
| Stagione        | Squadra         | Comp            | Pres       | Reti       | Comp            | Pres            | Reti            | Comp               | Pres               | Reti               | Comp        | Pres        | Reti        | Pres   | Reti   |
| --------------- | --------------- | --------------- | ---------- | ---------- | --------------- | --------------- | --------------- | ------------------ | ------------------ | ------------------ | ----------- | ----------- | ----------- | ------ | ------ |
| 1984-1985       | Torino          | A               | 0          | 0          | CI              | 0               | 0               | -                  | -                  | -                  | -           | -           | -           | 0      | 0      |
| 1985-1986       | Omegna          | C2              | 29         | 4          | CI-C            | ?               | ?               | -                  | -                  | -                  | -           | -           | -           | 29     | 4      |
| 1986-1987       | Pavia           | C2              | 32         | 12         | CI-C            | ?               | ?               | -                  | -                  | -                  | -           | -           | -           | 32     | 12     |
| 1987-1988       | Pavia           | C1              | 29         | 6          | CI-C            | ?               | ?               | -                  | -                  | -                  | -           | -           | -           | 29     | 6      |
| Totale Pavia    | Totale Pavia    | Totale Pavia    | 61         | 18         |                 | ?               | ?               |                    | -                  | -                  |             | -           | -           | ?      | ?      |
| 1988-1989       | Perugia         | C1              | 28         | 8          | CI-C            | ?               | ?               | -                  | -                  | -                  | -           | -           | -           | 28     | 8      |
| 1989-1990       | Foggia          | B               | 37         | 7          | CI              | 1               | 0               | -                  | -                  | -                  | -           | -           | -           | 37     | 7      |
| 1990-1991       | Foggia          | B               | 37         | 15         | CI              | 4               | 2               | -                  | -                  | -                  | -           | -           | -           | 41     | 17     |
| 1991-1992       | Foggia          | A               | 33         | 9          | CI              | 2               | 1               | CM                 | 1                  | 0                  | -           | -           | -           | 36     | 10     |
| Totale Foggia   | Totale Foggia   | Totale Foggia   | 107        | 31         |                 | 7               | 3               |                    | 1                  | 0                  |             | -           | -           | 115    | 34     |
| 1992-1993       | Atalanta        | A               | 31         | 6          | CI              | 1               | 0               | -                  | -                  | -                  | -           | -           | -           | 32     | 6      |
| 1993-1994       | Atalanta        | A               | 26         | 2          | CI              | 2               | 0               | -                  | -                  | -                  | -           | -           | -           | 28     | 2      |
| Totale Atalanta | Totale Atalanta | Totale Atalanta | 57         | 8          |                 | 3               | 0               |                    | -                  | -                  |             | -           | -           | 60     | 8      |
| 1994-1995       | Lazio           | A               | 32         | 4          | CI              | 7               | 0               | CU                 | 7                  | 1                  | -           | -           | -           | 46     | 5      |
| 1995-1996       | Lazio           | A               | 28         | 1          | CI              | 4               | 1               | CU                 | 3                  | 1                  | -           | -           | -           | 35     | 3      |
| 1996-1997       | Lazio           | A               | 28         | 4          | CI              | 4               | 1               | CU                 | 4                  | 0                  | -           | -           | -           | 36     | 5      |
| 1997-1998       | Lazio           | A               | 21         | 4          | CI              | 4               | 0               | CU                 | 1                  | 0                  | -           | -           | -           | 26     | 4      |
| lug.-ott. 1998  | Lazio           | A               | 0          | 0          | CI              | 0               | 0               | CdC                | 0                  | 0                  | SI          | 0           | 0           | 0      | 0      |
| Totale Lazio    | Totale Lazio    | Totale Lazio    | 109        | 13         |                 | 19              | 2               |                    | 15                 | 2                  |             | 0           | 0           | 143    | 17     |
| ott. 1998-1999  | Genoa           | B               | 7          | 0          | CI              | 0               | 0               | -                  | -                  | -                  | -           | -           | -           | 7      | 0      |
| 1999-2000       | Treviso         | B               | 13         | 0          | CI              | 4               | 0               | -                  | -                  | -                  | -           | -           | -           | 17     | 0      |
| Totale carriera | Totale carriera | Totale carriera | 411        | 82         |                 | ?               | ?               |                    | 16                 | 2                  |             | 0           | 0           | ?      | ?      |

### Cronologia presenze e reti in nazionale
| Cronologia completa delle presenze e delle reti in nazionale ― Italia | Cronologia completa delle presenze e delle reti in nazionale ― Italia | Cronologia completa delle presenze e delle reti in nazionale ― Italia | Cronologia completa delle presenze e delle reti in nazionale ― Italia | Cronologia completa delle presenze e delle reti in nazionale ― Italia | Cronologia completa delle presenze e delle reti in nazionale ― Italia | Cronologia completa delle presenze e delle reti in nazionale ― Italia | Cronologia completa delle presenze e delle reti in nazionale ― Italia |
| Data                                                                  | Città                                                                 | In casa                                                               | Risultato                                                             | Ospiti                                                                | Competizione                                                          | Reti                                                                  | Note                                                                  |
| --------------------------------------------------------------------- | --------------------------------------------------------------------- | --------------------------------------------------------------------- | --------------------------------------------------------------------- | --------------------------------------------------------------------- | --------------------------------------------------------------------- | --------------------------------------------------------------------- | --------------------------------------------------------------------- |
| 8-10-1994                                                             | Tallinn                                                               | Estonia                                                               | 0 – 2                                                                 | Italia                                                                | Qual. Euro 1996                                                       | -                                                                     |                                                                       |
| 16-11-1994                                                            | Palermo                                                               | Italia                                                                | 1 – 2                                                                 | Croazia                                                               | Qual. Euro 1996                                                       | -                                                                     | 46’                                                                   |
| Totale                                                                |                                                                       | Presenze                                                              | 2                                                                     |                                                                       | Reti                                                                  | 0                                                                     |                                                                       |

### Statistiche da allenatore
Statistiche aggiornate al 19 febbraio 2017.
| Stagione        | Squadra                   | Campionato      | Campionato | Campionato | Campionato | Campionato | Coppe nazionali | Coppe nazionali | Coppe nazionali | Coppe nazionali | Coppe nazionali | Coppe continentali | Coppe continentali | Coppe continentali | Coppe continentali | Coppe continentali | Altre coppe | Altre coppe | Altre coppe | Altre coppe | Altre coppe | Totale | Totale | Totale | Totale | % Vittorie |
| Stagione        | Squadra                   | Comp            | G          | V          | N          | P          | Comp            | G               | V               | N               | P               | Comp               | G                  | V                  | N                  | P                  | Comp        | G           | V           | N           | P           | G      | V      | N      | P      | %          |
| --------------- | ------------------------- | --------------- | ---------- | ---------- | ---------- | ---------- | --------------- | --------------- | --------------- | --------------- | --------------- | ------------------ | ------------------ | ------------------ | ------------------ | ------------------ | ----------- | ----------- | ----------- | ----------- | ----------- | ------ | ------ | ------ | ------ | ---------- |
| lug.-nov. 2004  | Latina                    | C2              | 12         | 2          | 6          | 4          | CI-C            | 4               | 1               | 0               | 3               | -                  | -                  | -                  | -                  | -                  | -           | -           | -           | -           | -           | 16     | 3      | 6      | 7      | 18,75      |
| 2007-2008       | Viterbese                 | C2              | 29+2       | 6          | 9          | 14+2       | CI-C            | 4               | 1               | 1               | 2               | -                  | -                  | -                  | -                  | -                  | -           | -           | -           | -           | -           | 35     | 7      | 10     | 18     | 20,00      |
| ott. 2013-2014  | Astrea                    | D               | 27         | 10         | 10         | 7          | CI-D            | -               | -               | -               | -               | -                  | -                  | -                  | -                  | -                  | -           | -           | -           | -           | -           | 27     | 10     | 10     | 7      | 37,04      |
| 2014-2015       | Astrea                    | D               | 34         | 11         | 8          | 15         | CI-D            | 4               | 2               | 1               | 1               | -                  | -                  | -                  | -                  | -                  | -           | -           | -           | -           | -           | 38     | 13     | 9      | 16     | 34,21      |
| Totale Astrea   | Totale Astrea             | Totale Astrea   | 61         | 21         | 18         | 22         |                 | 4               | 2               | 1               | 1               |                    | -                  | -                  | -                  | -                  |             | -           | -           | -           | -           | 65     | 23     | 19     | 23     | 35,38      |
| 2016-2017       | LUISS                     | 1ª Cat.         | 30         | 12         | 5          | 13         | CL-1ª Cat.      | 9               | 6               | 2               | 1               | -                  | -                  | -                  | -                  | -                  | -           | -           | -           | -           | -           | 39     | 18     | 7      | 14     | 46,15      |
| 2017-2018       | LUISS                     | Prom.           | 34         | 13         | 4          | 17         | CI-Prom.        | 2               | 1               | 0               | 1               | -                  | -                  | -                  | -                  | -                  | -           | -           | -           | -           | -           | 36     | 14     | 4      | 18     | 38,89      |
| 2018-2019       | LUISS                     | Prom.           | 34+1       | 22         | 7          | 5+1        | CI-Prom.        | 2               | 0               | 0               | 2               | -                  | -                  | -                  | -                  | -                  | -           | -           | -           | -           | -           | 37     | 22     | 7      | 8      | 59,46      |
| Totale LUISS    | Totale LUISS              | Totale LUISS    | 99         | 47         | 16         | 36         |                 | 13              | 7               | 2               | 4               |                    | -                  | -                  | -                  | -                  |             | -           | -           | -           | -           | 112    | 54     | 18     | 40     | 48,21      |
| feb.-giu. 2020  | Atletico Lodigiani        | Ecc.            | 3          | 0          | 1          | 2          | CI-Ecc.         | -               | -               | -               | -               | -                  | -                  | -                  | -                  | -                  | -           | -           | -           | -           | -           | 3      | 0      | 1      | 2      | &0,00      |
| mar.-giu. 2021  | Flaminia CivitaCastellana | D               | 14         | 4          | 6          | 4          | -               | -               | -               | -               | -               | -                  | -                  | -                  | -                  | -                  | -           | -           | -           | -           | -           | 14     | 4      | 6      | 4      | 28,57      |
| lug.-ott. 2021  | Flaminia CivitaCastellana | D               | 4          | 0          | 1          | 3          | CI-D            | 2               | 2               | 0               | 0               | -                  | -                  | -                  | -                  | -                  | -           | -           | -           | -           | -           | 6      | 2      | 1      | 3      | 33,33      |
| Totale Flaminia | Totale Flaminia           | Totale Flaminia | 18         | 4          | 7          | 7          |                 | 2               | 2               | 0               | 0               |                    | -                  | -                  | -                  | -                  |             | -           | -           | -           | -           | 20     | 6      | 7      | 7      | 30,00      |
| ott. 2023       | Legnano                   | D               | 2          | 0          | 0          | 2          | CI-D            | -               | -               | -               | -               | -                  | -                  | -                  | -                  | -                  | -           | -           | -           | -           | -           | 2      | 0      | 0      | 2      | &0,00      |
| Totale carriera | Totale carriera           | Totale carriera | 226        | 80         | 57         | 89         |                 | 27              | 13              | 4               | 10              |                    | -                  | -                  | -                  | -                  |             | -           | -           | -           | -           | 253    | 93     | 61     | 99     | 36,76      |

## Palmarès

### Giocatore

#### Club

##### Competizioni nazionali
- Campionato italiano di Serie B: 1

Foggia: 1990-1991
- Coppa Italia: 1

Lazio: 1997-1998
- Supercoppa italiana: 1

Lazio: 1998

### Allenatore

#### Competizioni regionali
- Coppa Lazio Prima Categoria: 1

LUISS: 2016-2017